# Dysschema obscurata
Dysschema obscurata är en fjärilsart som beskrevs av Erich Martin Hering 1925. Dysschema obscurata ingår i släktet Dysschema och familjen björnspinnare. Inga underarter finns listade i Catalogue of Life.